# جان-هربرت أوستين
جان-هربرت أوستين (بالفرنسية: Jean-Herbert Austin)‏ هو لاعب كرة قدم هايتي في مركز الدفاع، ولد في 23 فبراير 1950 في بورت أو برانس في هايتي. لعب مع نادي فيوليت.

## وصلات خارجية
- جان-هربرت أوستين على موقع الاتحاد الدولي (مؤرشف)  (الإنجليزية)
- جان-هربرت أوستين على موقع ناشيونال فوتبول تيمز (الإنجليزية)
- جان-هربرت أوستين على موقع Soccerway.com (الإنجليزية)
- جان-هربرت أوستين على موقع عالم كرة القدم.نت (الإنجليزية)